# Azar Caivane
Azar Caivane (nascimento entre 1529 e 1533; morte entre 1609 e 1618) foi um sumo sacerdote zoroastrista de Estacar e nativo de Fars que emigrou para Patná na Índia Mogol durante o reinado do grão-mogol Aquebar e tornou-se o fundador de uma escola zoroastrista de ishraqiyyun ou iluminista. Exibindo características de uma nova escola zoroastrista que foi fortemente influenciada pelo Sufi-Islã, esta escola ficou conhecida como kis-e Abadi (seita Abadi) ou como a Sepassiana.